# Är du feg, Alfons Åberg?
Är du feg, Alfons Åberg? är en barnbok skriven av Gunilla Bergström. Den ingår i serien av böcker som handlar om Alfons Åberg, och utgavs första gången 1981 på Rabén & Sjögren Bokförlag. En filmatisering sändes första gången i Sveriges Television den 14 januari 1981.

## Bokomslag
Bokomslaget visar Alfons som springer ifrån ett slagsmål bakom höghusen. I en ring slåss några barn, andra tittar på.

## Handling
Alfons Åberg är sex år och tycker inte om bråk, smockor och slagsmål, men det händer ibland att andra barn ute på gatan blir osams och slåss. Då går Alfons sin iväg. Värre är det i lekskolan, där han inte kan gå därifrån. Där ger han sig, för att slippa slåss, även om många andra barn då tror att han är svag i armarna och inte kan slåss, fastän Alfons är minst lika stark som andra, och bär hem varukassar från affären, orkar bära en porslinsbricka då han dukar av, samt knäcker grova grenar enkelt.
Alfons pappa tycker det är bra att kunna slåss i försvarssyfte och försöker lära Alfons några grepp. Alfons vill inte, men är med en liten stund för att inte göra pappa ledsen. Alfons förstår att hans pappa medvetet ger sig.
Alfons farmor tycker det är bra att Alfons inte vill slåss, med argument som att slagsmål förstör kläderna, och hon tror att Alfons är ett särskilt snällt barn. Alfons menar dock att även annat förstör kläderna då man är ute och leker och bygger kojor, klättrar i träd och rullar i gräset, och menar att han inte är snällare än andra, men han vill inte slåss.
De flesta vuxna skäller på barnen som slåss, och säger att man skall vara sams inte använda våld, men sedan ser de vuxna deckare i TV, och gillar när det blir spännande slagsmål och "pangpang". Alfons gillar också deckare, men inte att slåss.
Då tre nya barn börjar i lekskolan en dag bråkar de hela första och andra dagen, så både barn och personal blir trötta och ledsna. På den tredje dagen försöker de starta mer bråk och slagsmål, och ger sig nu på Alfons. De andra barnen säger åt dem att sluta, och att Alfons inte vill slåss, men bråkstakarna tror det är ett knep. De ber då Alfons att själv säga som det är, och Alfons ger sig och säger att han inte törs slåss.
Alfons går till snickarvrån och fortsätter bygga på sin kojan. De tre nya barnen skulle gärna vilja vara med, och Alfons ger dem ett ultimatum: de får vara med om de inte bråkar. Ingen bråkar, och kojan byggs färdigt. Senare på toa hör Alfons att två av de nya barnen säger att Alfons är modig, som vågar säga att han helst inte vågade slåss.
Hemma den kvällen frågar Alfons sin pappa om han slogs ofta då han var mindre. Då Alfons pappa säger att han var ganska rädd för att slåss och helst inte ville det, säger Alfons att han tycker det är modigt att tala om det.

### Fotnoter
1. ↑  ”Är du feg, Alfons Åberg?” (på engelska). Worldcat. 10 mars 1981. https://www.worldcat.org/title/ar-du-feg-alfons-aberg/oclc/186077000&referer=brief_results. Läst 15 januari 2015.
2. ↑  ”Är du feg, Alfons Åberg?”. Svensk mediedatabas. 14 januari 1981. http://smdb.kb.se/catalog/id/001692474. Läst 6 oktober 2010.